# Emerald Lakes
Emerald Lakes es un lugar designado por el censo ubicado en el condado de Monroe en el estado estadounidense de Pensilvania. En el año 2010 tenía una población de 2.886 habitantes y una densidad poblacional de 351,9 personas por km².

## Geografía
Emerald Lakes se encuentra ubicado en las coordenadas 41°5′8″N 75°24′50″O / 41.08556, -75.41389.. Según la Oficina del Censo de los Estados Unidos, Emerald Lakes tiene una superficie total de 3,17 mi² (8,2 km²), de la cual 2,95 mi² (7,6 km²) corresponden a tierra firme y 0,22 mi² (0,6 km²) es agua.